# Sebastiania riedelii
Sebastiania riedelii är en törelväxtart som beskrevs av Johannes Müller Argoviensis. Sebastiania riedelii ingår i släktet Sebastiania och familjen törelväxter. Inga underarter finns listade i Catalogue of Life.